# (11054) 1991 FA
(11054) 1991 FA est un astéroïde Amor découvert en 1991.

## Description
(11054) 1991 FA a été découvert le 17 mars 1991 à l'observatoire de Kitt Peak, situé dans l'Arizona (États-Unis), par le projet Spacewatch de l’université de l'Arizona.

### Caractéristiques orbitales
L'orbite de cet astéroïde est caractérisée par un demi-grand axe de 1,98 ua, un périhélie de 1,09 ua, une excentricité de 0,45 et une inclinaison de 3,08° par rapport à l'écliptique. Du fait de ces caractéristiques, à savoir un périhélie compris entre 1,017 et 1,3 ua, il est classé comme astéroïde Amor, une famille d'astéroïdes géocroiseurs, croisant l'orbite de la Terre.

### Caractéristiques physiques
(11054) 1991 FA a une magnitude absolue (H) de 17,0 et un albédo estimé à 0,210.